# ضريبة الأملاك
ضريبة الأملاك هي ضريبة يدفعها المالك وفقا لقيمة الملك الخاضع للضريبة. ويمكن تعريفها بأنها «الضريبة المفروضة على أصحاب الممتلكات على أساس قيمة هذه الممتلكات». تصنف الممتلكات لثلاثة أنواع: أراض، أراضي منماة (كيان غير منقول، مثل المباني والعقارات), شخصية (مواد منقولة من صنع الإنسان).
تفرض الضريبة كنسبة من قيمة الملك على أن تقوم الجهة الفارضة للضريبة بتحديد قيمة الملك. تختلف أشكال ضريبة الملاك بحسب الدولة والسلطة القضائية المطبقة للضريبة.
عادة ما يحدث خلط بين ضريبة الأملاك والضريبة الخاصة (مطبقة في الولايات المتحدة). هناك نوعان من الضريبة: الأولى ضريبة على القيمة السوقية للملك الخاضع للضريبة (ضريبة الأملاك), والثانية تعتمد على تعزيز خاص يسمى «المنفعة» لتبرير فرضها.
معدل (نسبة) ضريبة الأملاك عادة ما يكون نسبة من قيمة الملك. كما يمكن أن تكون قيمة في الألف بالنسبة لعملة التقييم، فمثلا إذا كانت قيمة الملك 50000 وكان معدل الضريبة 20 في الألف، فإن إجمالي الضريبة يكون: (50000 * 20) / 1000 = 1000.

## الدول المطبقة

### جامايكا
هذه الضريبة يتم دفعها بنفس الطريقة المتبعة في الرهن العقاري، ويتم دفع مبلغ سنوي اعتمادا على قيمة الأصول، مثل الممتلكات.

### هولندا
ضريبة الأملاك تفرض على البيوت على أساس البلدية في جزأين: لمن يعيش في المنزل، وعلى صاحب المنزل. عندما يستأجر أحد منزلا، لا ينبغي عليه سوى تسديد جزء المعيشة للضريبة.

### المملكة المتحدة
لا توجد حاليا ضريبة أملاك مفروضة. تم إسقاط نظامان سابقان لفقدانهما الشعبية.
لايوجد ضريبة على الممتلكات الخاصة

### مصر
تم إقرار الضريبة العقارية في الدورة البرلمانية 2008، ويتم تطبيقه قانونا بداية من عام 2010 وفقا للمادة 14 من القانون 196 لسنة 2008، والقانون يفرض الضريبة على كل عقار مبني وعن كل ما يعتبر في حكم العقار (مثل الأرض الفضاء المستغلة). بينما يتم إعفاء المباني ذات النفع العام (مثل المباني الحكومية) والمباني الدينية (المساجد والكنائس).[بحاجة لمصدر]